# Monte Musuan
Il Monte Musuan, noto anche come Monte Calayo (Letteralmente "Montagna di Fuoco") è un vulcano attivo situato nell'isola di Mindanao nelle Filippine.